# Franco Cristaldi
Franco Cristaldi (Torino, 3 ottobre 1924 – Monte Carlo, 1º luglio 1992) è stato uno sceneggiatore e produttore cinematografico italiano.

## Biografia
Ex studente di medicina, ex partigiano, Cristaldi entra nel campo della produzione cinematografica molto giovane, colpito dalla passione per il cinema dopo una casuale frequentazione con Roberto Rossellini a Roma. Tornato nella città natale, Torino, nel 1946 fonda la Vides Cinematografica, che all'inizio limita le proprie produzioni all'ambito del documentario e del cortometraggio.
Acquisita una sufficiente esperienza e circondatosi di fidati collaboratori, nel 1954 esordisce nel lungometraggio, con La pattuglia sperduta, diretto da Piero Nelli, film d'ambientazione risorgimentale girato come un film neorealista (pochi mezzi e attori non professionisti). Il film non è un successo commerciale, ma vale alla Vides l'attenzione della Lux Film, con cui si instaura una fortunata collaborazione produttiva.
Nel 1959 si trasferisce a Roma, dove rimane fedele alla politica di produzione artigianale di prototipi, contro la concezione del cinema come industria seriale: in ogni prodotto Vides, sempre di livello eccezionalmente alto, è percepibile l'imperativo morale e professionale del produttore di promuovere nuove idee. Trova anche soluzioni produttive e creative particolari per i diversi film: ad esempio, per Le notti bianche costituisce una società insieme a Suso Cecchi D'Amico, Marcello Mastroianni e Luchino Visconti, per mettersi alla pari con gli artisti.
Cristaldi lavora con autori molto diversi, a cui lascia la più completa libertà tematica e stilistica, riuscendo ad ottenere i migliori risultati: Francesco Rosi, Pietro Germi, Francesco Maselli, Mario Monicelli, Nanni Loy, Federico Fellini, Luchino Visconti, Marco Bellocchio, Maurizio Nichetti, Giuseppe Tornatore. L'ultimo grande successo della sua carriera è Nuovo Cinema Paradiso (1988). Dopo una prima uscita disastrosa, Cristaldi chiede a Tornatore che venga accorciato a un massimo di 2 ore. Il regista lo accontenta ma il film, ritornato in sala, continua a non avere successo, fino a quando non viene selezionato al Festival di Cannes, dove riceve unanimi consensi di critica e di pubblico e vince il Grand Prix Speciale della Giuria. Selezionato poi dall'Academy, vincerà l'Oscar per il miglior film straniero. Muore il 1⁰ luglio 1992 a Monte Carlo nel Principato di Monaco; riposa nella cappella di famiglia nel cimitero Flaminio di Roma.

## Vita privata
Dopo aver sposato in prime nozze Carla Simonetti, con la quale ebbe il suo unico figlio, Massimo Cristaldi (23 marzo 1956 - 8 aprile 2022), divenuto anch'egli produttore cinematografico, nel 1966 il matrimonio fu annullato dalla Sacra Rota e Cristaldi poté così sposare negli Stati Uniti Claudia Cardinale che aveva iniziato a frequentare già nel 1957 e della quale adottò il figlio. Diversi anni dopo, nel 1975, fu ufficializzato il divorzio della coppia. Nel 1983 passò a nuove nozze con Zeudi Araya. È nota anche una sua relazione nei primi anni '60 con Rosanna Schiaffino.

## Omaggi
- A partire dal 2009 il Bif&st di Bari assegna un Premio intitolato a Franco Cristaldi per il produttore del miglior film del festival.
- In occasione del ventennale di Nuovo Cinema Paradiso, esce il documentario Franco Cristaldi e il suo cinema Paradiso di Massimo Spano.[3]

## Produzioni
- La pattuglia sperduta, regia di Piero Nelli (1954)
- Il seduttore, regia di Franco Rossi (1954)
- Un eroe dei nostri tempi, regia di Mario Monicelli (1955)
- Kean - Genio e sregolatezza, regia di Vittorio Gassman (1956)
- Mio figlio Nerone, regia di Steno (1956)
- Le notti bianche, regia di Luchino Visconti (1957)
- Rascel-Fifì, regia di Guido Leoni (1957)
- La sfida, regia di Francesco Rosi (1957)
- L'uomo di paglia, regia di Pietro Germi (1958)
- I soliti ignoti, regia di Mario Monicelli (1958)
- La legge è legge, regia di Christian-Jaque (1958)
- Kapò, regia di Gillo Pontecorvo (1959)
- Un ettaro di cielo, regia di Aglauco Casadio (1959)
- I magliari, regia di Francesco Rosi (1959)
- Audace colpo dei soliti ignoti, regia di Nanni Loy (1959)
- Giorno per giorno disperatamente, regia di Alfredo Giannetti (1961)
- Fantasmi a Roma, regia di Antonio Pietrangeli (1961)
- L'assassino, regia di Elio Petri (1961)
- Un giorno da leoni, regia di Nanni Loy (1961)
- Divorzio all'italiana, regia di Pietro Germi (1961)
- Salvatore Giuliano, regia di Francesco Rosi (1962)
- La ragazza di Bube, regia di Luigi Comencini (1963)
- Omicron, regia di Ugo Gregoretti (1963)
- Mare matto, regia di Renato Castellani (1963)
- I compagni, regia di Mario Monicelli (1963)
- Gli indifferenti, regia di Citto Maselli (1964)
- Sedotta e abbandonata, regia di Pietro Germi (1964)
- L'antimiracolo, regia di Elio Piccon (1965)
- Vaghe stelle dell'Orsa, regia di Luchino Visconti (1965)
- Per amore... per magia..., regia di Duccio Tessari (1967)
- Una rosa per tutti, regia di Franco Rossi (1967)
- Fai in fretta ad uccidermi... ho freddo!, regia di Francesco Maselli (1967)
- La Cina è vicina, regia di Marco Bellocchio (1967)
- L'alibi, regia di Adolfo Celi, Vittorio Gassman e Luciano Lucignani (1969)
- Colpo di stato, regia di Luciano Salce (1969)
- Ruba al prossimo tuo..., regia di Francesco Maselli (1969)
- Toh, è morta la nonna!, regia di Mario Monicelli (1969)
- Il giovane normale, regia di Dino Risi (1969)
- La tenda rossa, regia di Mikhail Kalatozishvili (1969)
- L'udienza, regia di Marco Ferreri (1971)
- Nel nome del padre, regia di Marco Bellocchio (1972)
- Il caso Mattei, regia di Francesco Rosi (1972)
- Amarcord, regia di Federico Fellini (1973)
- Lucky Luciano, regia di Francesco Rosi (1973)
- Di che segno sei?, regia di Sergio Corbucci (1975)
- Il signor Robinson, mostruosa storia d'amore e d'avventure, regia di Sergio Corbucci (1976)
- Ratataplan, regia di Maurizio Nichetti (1979)
- Cristo si è fermato a Eboli, regia di Francesco Rosi (1979)
- Ho fatto splash, regia di Maurizio Nichetti (1980)
- Café Express, regia di Nanni Loy (1980)
- Il cappotto di Astrakan, regia di Marco Vicario (1980)
- Domani si balla!, regia di Maurizio Nichetti (1982)
- Marco Polo, regia di Giuliano Montaldo - sceneggiato TV (1982)
- E la nave va, regia di Federico Fellini (1983)
- I Paladini: Storia d'armi e d'amori, regia di Giacomo Battiato (1983)
- Il Nome della Rosa, regia di Jean-Jacques Annaud (1986)
- Il giorno prima, regia di Giuliano Montaldo (1987)
- Ultima estate a Tangeri, regia di Alexandre Arcady (1987)
- Nuovo Cinema Paradiso, regia di Giuseppe Tornatore (1988)
- C'era un castello con 40 cani, regia di Duccio Tessari (1990)
- La corsa dell'innocente, regia di Carlo Carlei (1993)